# Cebrio semimarginatus
Cebrio semimarginatus là một loài bọ cánh cứng trong họ Cebrionidae. Loài này được Chevrolat miêu tả khoa học năm 1874.